# ديل راؤول
ديل راؤول (بالإنجليزية: Dale Raoul)‏ مواليد 16 أغسطس 1956، هي ممثلة ومؤدية أصواتٍ أمريكية.

## الأعمال
- 2013-2014: تحت القبة

## وصلات خارجية
- ديل راؤول على موقع IMDb (الإنجليزية)
- ديل راؤول على موقع قاعدة بيانات الفيلم (الإنجليزية)